# Janez Tomšič (učitelj)
Janez Tomšič, slovenski učitelj in pedagoški pisec, * 19. december 1908, Ljubljana, † 11. marec 1988, Ljubljana. 

## Življenje in delo
Tomšič je osnovno (1915–1921) in meščansko šolo (1922–1926) ter 5 letnikov učiteljišča (1926–1931) obiskoval v Ljubljani. V letih 1931–1937 je študiral na ljubljanski Filozofski fakulteti in 1937 diplomiral iz pedagogike. Med študijem na univerzi je služboval v ljubljanski poboljševalnici (1932), na osnovni šoli v Grosupljem (1933), v Hrušici pri Ljubljani (1934-1936) in v Artičah (1936-1938); na meščanski šoli na Jesenicah (1936-1939), in v Kranju (1939-1941).
V času 2. svetovne vojne je bil v Brežah na Koroškem, od 1942 povezan s Pokrajinskim odborom OF za Gorenjsko. Leta 1945 je vodil učiteljski tečaj v Kranju, od oktobra 1945 do septembra 1946 in 1948–1963 poučeval na učiteljišču v Ljubljani, bil vmes ravnatelj učiteljišča v Tolminu (1946-1947) in gimnazije v Stični (1947-1948). Leta 1958 je postal pedagoški svetnik, ter 1963 honorarni predavatelj specialne metodike za pedagoge na FF v Ljubljani, od 1964-1972 pa je bil redni profesor na Pedagoški akademiji v Ljubljani. Leta 1961 je bil odlikovan z redom dela s srebrnim vencem, 1971 pa z redom dela z zlatim vencem.
Tomšič je preučeval specialno metodiko za pouk prirodoslovnega pouka ter učne oblike skupinskega pouka; organiziral je mrežo centrov višješolskega študija učiteljev ob delu. Uredil je zbirko metodik za razredni pouk Metodika I-III (1955-1957) in v njej napisal metodiko geografskega in prirodopisnega pouka, napisal je učbenik Spoznavanje narave za četrti razred osnovnih šol (1961) ter številne strokovne in poljudne članke.

## Zunanje povetave
- Ostanek France. »Tomšič Janez«. Slovenski biografski leksikon. Ljubljana: ZRC SAZU, 2013 – prek Slovenska biografija.